# 오무라정 (이바라키현)
오무라정(大村町)은 이바라키현 마카베군에 일찍이 존재했던 정이다.

## 지리
- 현재 지쿠세이시의 남동부, 옛 아키노초의 중부에 위치한다.
- 촌 지역은 고원과 평지가 뒤섞인 골짜기가 많은 지형이다.

## 역사
- 1889년 4월 1일 - 정촌제 시행에 의해 오무라촌, 나가사촌이 성립하였다.
- 1954년 11월 13일 - 우에노촌, 도바촌, 무라타촌과 합병해, 아케노정이 성립하여, 오무라촌은 폐지되었다.

## 인구
| 1891년 | 3,084 |
| 1920년 | 3,735 |
| 1935년 | 3,978 |
| 1950년 | 5,099 |

## 참고문헌
- 角川日本地名大辞典編纂委員会『가도카와 일본 지명 대사전 8 茨城県』、가도카와 쇼텐、1983年 ISBN 4040010809
- 日本加除出版株式会社編集部『全国市町村名変遷総覧』、日本加除出版、2006年、ISBN 4817813180